# Туилъ (окръг)
Окръг Туилъ (на английски: Tooele County) е окръг в щата Юта, Съединени американски щати. Площта му е 18 874 km², а населението – 64 833 души (2016). Административен център е град Туилъ.

## Градове
- Грантсвил
- Уендоувър